# Krykały
Krykały (biał. Крыкалы; ros. Крикалы) – chutor na Białorusi, w rejonie postawskim obwodu witebskiego, około 25 km na wschód od Postaw.

## Historia
Według Słownika geograficznego Królestwa Polskiego dobra Krykały były w II połowie XIX wieku dziedzictwem rodziny Abramowiczów herbu Jastrzębiec. Ostatnią właścicielką majątku z tego rodu była Maria Abramowiczówna (zamordowana w 1918 roku). Po jej śmierci dobra te stały się własnością spokrewnionego z Abramowiczami Jana Oskierki (1871–1934). Jego córka Janina Oskierczanka (1906–1929), wychodząc za Lecha Jarocińskiego (1898–1935) wniosła mu je w posagu. Po bezpotomnej śmierci tego małżeństwa ich krewni rozparcelowali je w 1938 roku.
Po II rozbiorze Polski w 1793 roku dobra te, wcześniej leżące na terenie województwa wileńskiego Rzeczypospolitej, znalazły się na terenie powiatu wilejskiego (ujezdu) guberni wileńskiej. Po wojnie polsko-bolszewickiej Krykały wróciły do Polski, należały do gminy Duniłowicze. Początkowo gmina ta należała do powiatu wilejskiego. 7 listopada 1920 roku została przyłączona do nowo utworzonego powiatu duniłowickiego pod Zarządem Terenów Przyfrontowych i Etapowych. 19 lutego 1921 roku wraz z całym powiatem weszła w skład nowo utworzonego województwa nowogródzkiego. 13 kwietnia 1922 roku gmina wraz z całym powiatem duniłowickim została przyłączona do objętej władzą polską Ziemi Wileńskiej, przekształconej 20 stycznia 1926 roku w województwo wileńskie. 1 stycznia 1926 roku nazwę powiatu duniłowickiego zmieniono na powiat postawski. Od 1945 roku – w ZSRR, od 1991 roku – na terenie Republiki Białorusi.
W 1866 roku w folwarku mieszkały 52 osoby. Według Powszechnego Spisu Ludności z 1921 roku zamieszkiwały tu 54 osoby, 38 było wyznania rzymskokatolickiego, a 16 prawosławnego. Jednocześnie 38 mieszkańców zadeklarowało polską przynależność narodową, a 16 białoruską. Było tu 5 budynków mieszkalnych. W 1931 roku w majątku mieszkały 53 osoby, w 2009 roku w wiosce Krykały – 5 osób.
W 1938 roku majątek należał do gromady Krykały gminy Duniłowicze.
W Krykałach urodził się ks. Mieczysław Bohatkiewicz, syn administratora majątku Lubienieckich.

## Nieistniejący dwór

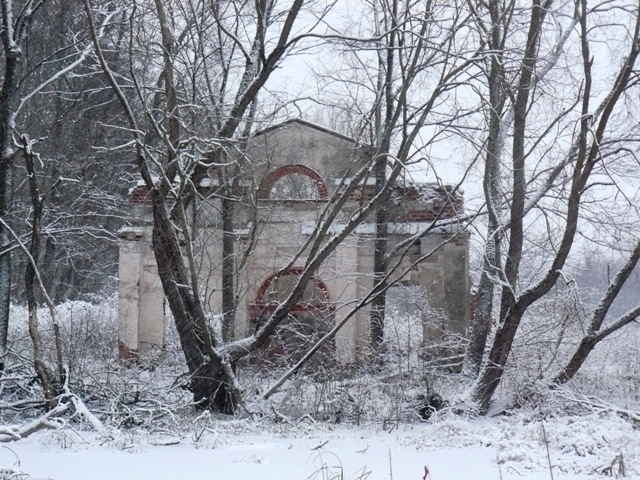
Ruiny lewej oficyny

Zbudowany prawdopodobnie na przełomie XIX i XX wieku dwór spłonął w grudniu 1918 roku, podpalony przez lokaja planującego rabunek. Podpalił on rezydencję wraz z zamkniętymi w środku siostrami Marią i Ludwiką Abramowiczównymi, które zginęły w płomieniach.
Był to parterowy, drewniany dom o wysokim dachu. Ocalała stojąca obok oficyna o pięciu szerokich osiach z podwyższonym ryzalitem wejściowym w osi środkowej, z półkoliście zamkniętą wnęką na drzwi wejściowe i łamanym czterospadowym dachem. Z pożaru ocalał również lamus o niezmiernie interesującej architekturze. Był to piętrowy, drewniany budynek na planie kwadratu i szerokości pięciu osi. Dolna kondygnacja była wysoka, natomiast górna – niska. W przedniej części budynku był wgłębny portyk z dwiema masywnymi doryckimi kolumnami. Na płaskim dachu wyrastał niski belweder z szeregiem małych okien. Pawilon ten był niewątpliwie inspirowany architekturą budynków warszawskich Łazienek.
Również klasycystyczne w stylu były pozostałe budynki gospodarcze: stajnie, obory, dom administracji i służby. Wszystkie te zabudowania były otoczone kilkunastohektarowym parkiem krajobrazowym, położonym na siedmiu pagórkach.
Do dziś pozostały resztki zdziczałego parku o powierzchni 15 ha oraz ruiny późnoklasycystycznych pawilonów dworskich bądź też budynków gospodarczych, młyna wodnego i przyczółki kamiennego mostku w parku.
Majątek Krykały został opisany w 4. tomie Dziejów rezydencji na dawnych kresach Rzeczypospolitej Romana Aftanazego.